# Styrax benzoin
Styrax benzoin is een groenblijvende boom uit de familie Styracaceae. De soort komt voor in Bangladesh en op Sumatra en de Kleine Soenda-eilanden, waar deze groeit in beboste gebieden. De boom kan een hoogte tussen de acht en vierendertig meter bereiken. 
Wanneer delen van de boom gekneusd worden, scheidt deze een geurige balsem uit. De boom is een belangrijke bron van de geurige hars benzoë. Deze hars wordt gebruikt voor medicinale doeleinden en in de cosmetica- en parfumindustrie.